# Baptyści w Południowej Afryce
Baptyści w Republice Południowej Afryki - Są jednym z więszych wyznań religijnych w kraju, o ponad 100 letniej historii.
Pierwszymi baptystami, którzy osiedlili się na terytorium RPA, było kilka rodzin które w roku 1820 przypłynęły z Anglii do przejętej przez Anglików Kolonii Przylądkowej.
Niebawem, w roku 1823 powstała w Grahamstown pierwsza kaplica baptystyczna. Jej budowa wiąże się z działalnością Williama Millera, który stał się religijnym zwierzchnikiem Baptystów w Południowej Afryce.
Pierwszym ordynowanym duchownym Baptystycznym w Południowej Afryce był William Davies, wysłany przez Angielskie Baptystyczne towarzystwo misyjne w roku 1832
W latach 60. XIX wieku niemieckie osadnictwo zapoczątkowało niemiecką misje baptystyczną, pod przywództwem pastora Carstena Langheima.
W roku 1886 powstał pierwszy niderlandzki kościół baptystów, założony przez J.D. Odendall który został ochrzczony przez niemieckiego pastora Carla H. Gutsche.
W roku 1877 cztery kościoły anglo-języczne i jeden niemieckojęzyczny powołały Unię Baptystyczną Południowej Afryki.
W 1892 roku powstało Południowoafrykańskie Baptystyczne towarzystwo misyjne, a w roku 1927 czarnoskórzy baptyści przy wsparciu Południowoafrykańskiego baptystycznego towarzystwa misyjnego powołali Kościół Baptystyczny Bantu.
Obecnie w Republice Południowej Afryki działają cztery unie wchodzące w skład Światowego Związku Baptystów 
Największą z nich jest Unia Baptystyczna Południowej Afryki.  
W RPA istnieje również Kościół Baptystyczny Nazaret (iBandla lamaNazaretha). Jest to konserwatywna denominacji, która zakazuje spożywania alkoholu i palenia tytoniu. Liczy kilkaset tysięcy wiernych, głównie czarnoskórych. Łączy w sobie elementy afrykańskie i baptystyczne. Zalicza się więc ją do tzw. afrochrześcijaństwa. Nie jest członkiem Światowego Związku Baptystów